# KaiOS
KaiOS é um sistema operacional de código aberto, implementado em 2017 pela KaiOS Technologies, baseado no sistema Linux, derivado do sistema B2GOS, sucessor do Firefox OS, que tem a inclusão digital como principal objetivo, através da adição de funções smart em telefones celulares básicos, conhecidos como feature phones.
Para isso, foram adicionadas as conexões 4G LTE e Wi-Fi nos dispositivos, o sistema foi otimizado para telas pequenas e teclados numéricos físicos, e uma loja de aplicativos própria foi desenvolvida para que os usuários tivessem acesso aos apps mais utilizados no Android, em versões adaptadas (KaiStore).
Entre os principais apps disponibilizados para KaiOS estão: WhatsApp, Facebook, YouTube e Google Assistente.

## História
Em 2016, Sebastien Codeville, CEO da KaiOS Technologies (com sede em Hong Kong), monta um time de desenvolvedores com o objetivo de criar um novo sistema operacional para celulares simples, usando como base o fracassado Firefox OS, da Mozilla. O foco era otimizar o sistema para o teclado físico dos celulares comuns, mas principalmente, oferecer conectividade 4G e um ecossistema de apps nesses aparelhos à usuários que estavam fora do mundo digital.
Em 2017, foi lançado o primeiro celular com o sistema, o Alcatel GO FLIP, voltado ao público idoso. O sucesso do aparelho chamou a atenção de grandes companhias como a Nokia/HMD, Jio, e Google.
No ano seguinte, a Nokia lança o “Banana Phone” durante o MWC 2018, e a Jio lança o JioPhone na Índia. Ambos fizeram tanto sucesso, que o Google aderiu ao projeto, investindo 22 milhões de dólares para o desenvolvimento do sistema.
Mais recentemente, o mesmo interesse surgiu no Facebook, que disponibilizou a rede social e o aplicativo de mensagens WhatsApp ao sistema, exigindo a versão KaiOS 2.5.1 ou superior.

## Dispositivos
- Positivo P70S: teclado físico com botão de acesso ao Google Assistente, bateria de 1 350 mAh, processador Quad Core 1.3 GHz, Memória RAM de 512 MB, e 4 GB de armazenamento interno.[1]
- Multilaser Zapp: processador Quad Core 1.3GHz, tela de 2,4” QVGA (320×240), 3G (850/2100MHz), suporta dois chips sendo um mini SIM Card e um micro SIM Card, conectividade via USB e bluetooth, Memória RAM de 256MB, 512 MB armazenamento interno, suporta expansão com cartão micro SD de até 32gb, bateria de 1 200 mAh e, camera traseira tipo VGA.[1]

- JioPhone (Índia)
- Afriphone (África, países como Serra Leoa e Gâmbia)
- Altan K26 (México)